# Memoriał Walerego Łobanowskiego 2012
Międzynarodowy Memoriał Walerego Łobanowskiego 2012 – X edycja międzynarodowego Memoriału Walerego Łobanowskiego, rozgrywanego w Kijowie od 14 do 15 sierpnia 2012 roku. W turnieju uczestniczyły drużyny młodzieżowe U-20 i U-21.

## Uczestnicy i regulamin
W turnieju wzięło udział cztery zespoły:
- Ukraina U-20 (gospodarz)
- Białoruś U-20
- Czarnogóra U-20
- Słowacja U-21

W turnieju rozegrano w sumie cztery mecze. Impreza rozpoczęła się od losowania, które wyłoniło pary półfinałowe. Spotkania odbyły się 14 sierpnia. Triumfatorzy tych spotkań zmierzyli się ze sobą 15 sierpnia w finale, a pokonani zagrali mecz o 3. miejsce w turnieju.

## Mecze

### Półfinały
| 14 sierpnia 2012 18:30                              | Ukraina U-20 | 0:0 k. 0:3(0:0)Raport                                       | Słowacja U-21 | Stadion Dynamo Łobanowskiego, Kijów |
|                                                     |              |                                                             |               |                                     |
|                                                     |              | Rzuty karne                                                 |               |                                     |
| Witalij Iwanko · Andrij Curikow · Wjaczesław Czurko |              | Jakub Paur · Kristián Kolčák · Arnold Šimonek · Matúš Čonka |               |                                     |

| 14 sierpnia 2012 18:30 | Białoruś U-20 · Dzianis Jachno 38' | 1:2(1:1)Raport | Czarnogóra U-20 · 23' Ermin Alić · 51' Nikola Vukčević | Stadion NTK Bannikowa, Kijów |
|                        |                                    |                |                                                        |                              |

### Mecz o 3 miejsce
| 15 sierpnia 2012 16:00                                                                    | Ukraina U-20 · Borys Taszczy 90+3' | 1:1 k. 5:4(0:1)Raport                                                                 | Białoruś U-20 · 22' Jauhien Szykawka | Stadion NTK Bannikowa, Kijów |
|                                                                                           |                                    |                                                                                       |                                      |                              |
|                                                                                           |                                    | Rzuty karne                                                                           |                                      |                              |
| Borys Taszczy · Ołeksandr Nojok · Wołodymyr Kowal · Wjaczesław Czurko · Ołeksandr Nasonow |                                    | Dzianis Dryhalou · Maksim Waładźko · Jauhien Kłapocki · Dzianis Jachno · Illa Cywilka |                                      |                              |

### Finał
| 15 sierpnia 2012 16:00 | Słowacja U-21 · Kamil Karaš 11' | 1:1 k. 7:6(1:0)Raport | Czarnogóra U-20 · 81' Jovan Vučinić | Stadion Dynamo Łobanowskiego, Kijów |
|                        |                                 |                       |                                     |                                     |

## Królowie strzelców

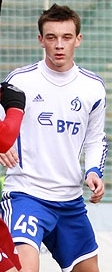
Borys Taszczy

1 gol
- Dzianis Jachno
- Jauhien Szykawka
- Ermin Alić
- Jovan Vučinić
- Nikola Vukčević
- Kamil Karaš
- Borys Taszczy

| Zwycięzca Memoriału Walerego Łobanowskiego 2012 |
| ----------------------------------------------- |
| Słowacja U-21 1. tytuł                          |